# Hibiscus schinzii
Hibiscus schinzii är en malvaväxtart som beskrevs av Gürke och Schinz. Hibiscus schinzii ingår i Hibiskussläktet som ingår i familjen malvaväxter. Inga underarter finns listade i Catalogue of Life.